# Plegafulles cua-rogenc
El plegafulles cua-rogenc (Anabacerthia ruficaudata) és una espècie d'ocell de la família dels furnàrids (Furnariidae).

## Hàbitat i distribució
Viu a la selva humida de les terres baixes de l'est de Colòmbia, sud de Veneçuela i Guaiana, cap al sud, a través de l'est de l'Equador i est del Perú fins al nord de Bolívia i l'Amazònia i nord del Brasil.